# (18032) Geiss
Pour les articles homonymes, voir Geiss.
(18032) Geiss est un astéroïde de la ceinture principale.

## Description
(18032) Geiss est un astéroïde de la ceinture principale. Il fut découvert le 20 juin 1999 à la station Anderson Mesa par le programme LONEOS. Il présente une orbite caractérisée par un demi-grand axe de 2,83 UA, une excentricité de 0,14 et une inclinaison de 11,7° par rapport à l'écliptique.

## Compléments